# Nurnaningsih
Raden Nganten Nurnaningsih (5 de diciembre de 1925 – 21 de marzo de 2004) fue una actriz indonesia. Se la ha descrito como la primera sex bomb de Indonesia.

## Biografía
Nurnaningsih nació el 5 de diciembre de 1925, en el Darmo Hospital de Surabaya, Indonesia, hija de Raden Nganten Soekini Martindjung y Raden Kadjat Kartodarmodjo. Era la segunda hija del octavo, sus hermanos eran Hernoko, Daryono y Prawito. Sus hermanas eran Nurpeni, Nurkeni, Nureti y Nurbarti. Su padre era descendiente del sultán Agung de Mataram, mientras que su madre era descendiente de Prabu Brawijaya V. A los 25 años emigró a Yakarta, donde vivió en una cabaña cerca del río Ciliwung.
Nurnaningsih debutó en el largometraje en 1953 con Krisis (Crisis), de Usmar Ismail, como actriz principal, Ros, pero sólo le pagaron 180 rupias. La comedia fue la película de más éxito desde Terang Boelan, de 1937. En la película de 1954 de D. Djajakusuma, Harimau Tjampa (Tiger from Tjampa), apareció semidesnuda como modelo de lencería, lo que la convirtió en la primera actriz indonesia nativa en un papel de este tipo. Esto ocurrió durante un periodo de disputa entre los artistas y la junta de censura. Más tarde declaró a la prensa "No estoy arruinando el arte. Estoy rompiendo las viejas concepciones del arte que aún se mantienen en Indonesia." Ese mismo año estrenó otra película, Klenting Kuning.

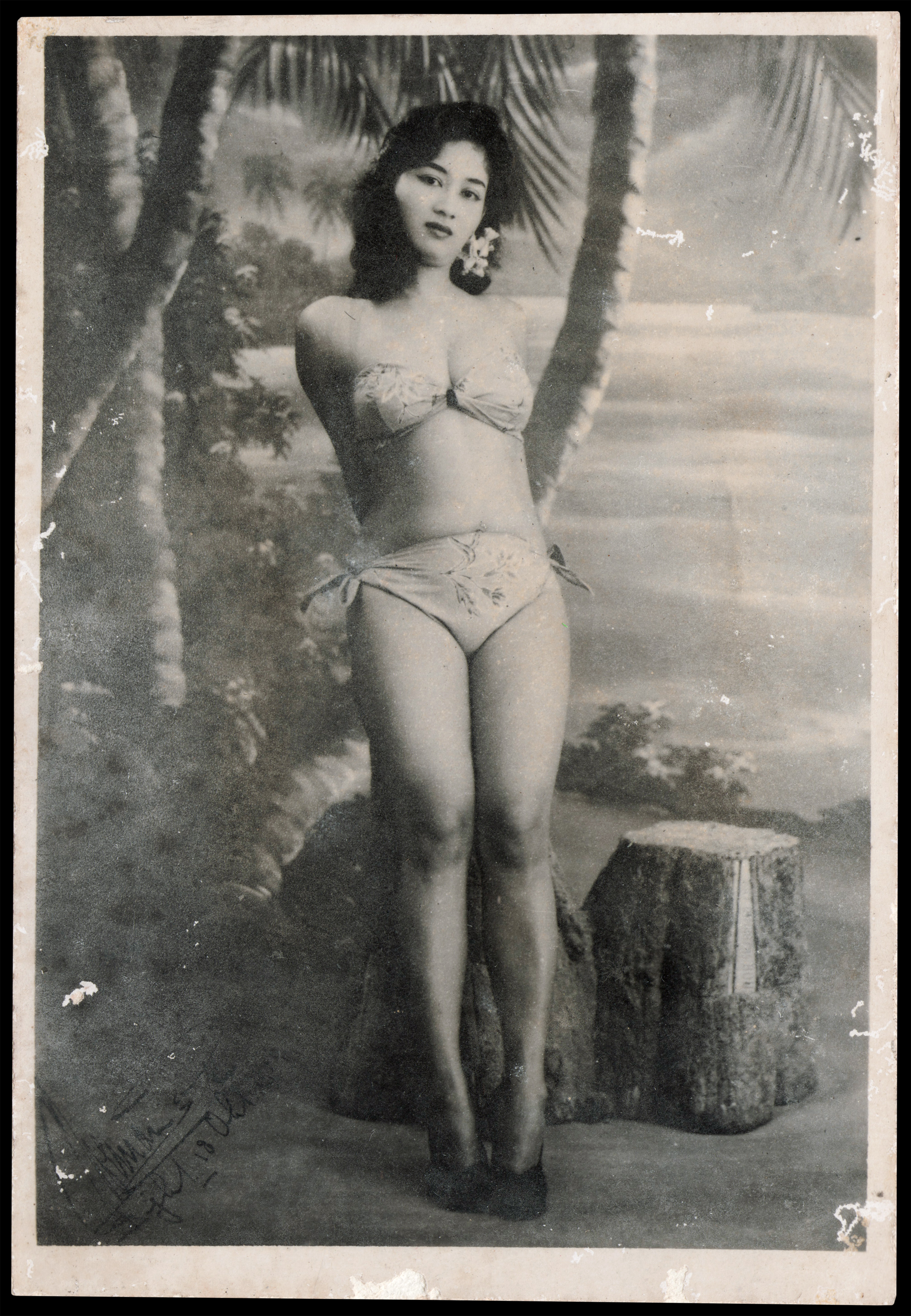
Nurnaningsih en bikini, lo que le valió críticas y polémicas a mediados de 1954

A mediados de 1954 empezaron a circular por Yakarta fotos de Nurnaningsih desnuda, tomadas por un fotógrafo desconocido. A principios de octubre, la policía de Yakarta la detuvo para interrogarla, y la fiscalía también se interesó por el caso. La población en general se indignó por las imágenes, que consideraba contrarias a los valores orientales, y las películas de Nurnaningsih fueron boicoteadas en Borneo Oriental. En 1955 estrenó una película, Kebun Binatang (Zoo), antes de desaparecer de los focos.
Nurnaningsih vagó por el archipiélago indonesio durante doce años, aceptando trabajos esporádicos como dibujante, actriz de teatro, profesora de inglés y neerlandés, costurera, pianista, cantante y – durante seis años – portera de fútbol. Volvió al cine en 1968 con un pequeño papel en Djakarta, Hongkong, Macao. Tras varios papeles secundarios más, en 1972 protagonizó Seribu Janji Kumenanti (A Thousand Promises I Await). Siguió interpretando papeles en la década de 1980.

## Vida personal
Nurnaningsih practicaba el cristianismo evangélico, se casó y divorció doce veces. Nurnaningsih se casó por primera vez con el pintor Kartono Yudhokusumo en 1945, a la edad de 18 años. Tuvieron dos hijos llamados Karti Yudaningsih y Raden Julius Hargowo Bintoro. Tras divorciarse en 1952, Nurnaningsih se casó por segunda vez en abril de 1955 con un antiguo teniente llamado Basir Ibrahim. Tuvieron una hija llamada Maria Nina Zunaria. La pareja se divorció un año después del nacimiento de su hija. Durante una entrevista, Nurnaningsih declaró que el motivo de su segundo marido para casarse con ella no era otro que aprovecharse de su popularidad. Durante su viaje a Ternate, conoció a su tercer esposo, Yan Karel Thomas, y se casó con él. Tras el divorcio, Nurnaningsih dio a luz a su hijo menor, Yanto Ganggono, y el presidente Sukarno le regaló una casa.
Nurnaningsih declaró que se sintió inspirada para convertirse en estrella de cine cuando vio una película protagonizada por Roekiah, a la edad de 14 años.

### Enfermedad y muerte
A finales de la década de 1990, Nurnaningsih sufría parálisis y diabetes mellitus. Murió en la residencia de su hija en Tebet, al sur de Yakarta, el 21 de marzo de 2004, a los 78 años, y fue enterrada en el Menteng Pulo War Cemetery.

## Legado
Nurnaningsih fue considerada la Marilyn Monroe de Indonesia y su popularidad se extendió a Estados Unidos e Italia.

## Filmografía
- Tjemburu (Jealous; 1953)
- Krisis (Crisis; 1953)
- Harimau Tjampa (Tiger from Tjampa; 1954)
- Klenting Kuning (1954)
- Kebun Binatang (Zoo; 1955)
- Djakarta, Hongkong, Macao (1968)
- Orang Orang Liar (Wild People; 1969)
- Bernafas Dalam Lumpur (Breathing in the Mud; 1970)
- Derita Tiada Achir (Unending Sorrow; 1971)
- Samtidar (1972)
- Seribu Janji Kumenanti (A Thousand Promises I Await; 1972)
- Kembang-Kembang Plastik (Plastic Flowers; 1977)
- Donat Pahlawan Pandir (Donut of the Silly Hero; 1978)
- Bayang-Bayang Kelabu (Dark Shadows; 1979)
- Remang-Remang Jakarta (Dimness of Jakarta; 1981)
- Malam Satu Suro (The Night of One Suro; 1988)